# Locomotiva FNM E.640
Le locomotive E.640 sono state un gruppo di locomotive elettriche a corrente continua a 3000 V ad azionamento reostatico, in uso presso le Ferrovie Nord Milano e le Ferrovie Emilia Romagna. Furono acquistate usate dalle ferrovie slovene, dove erano classificate nel gruppo 342. Vennero prodotte negli anni sessanta in Italia dall'Ansaldo di Genova. 

## Storia
Le 40 locomotive furono consegnate nuove alle ferrovie jugoslave "Jugoslovenske Železnice (JŽ)" che le impiegarono sulle linee elettrificate in corrente continua della Slovenia. Ottenuta l'indipendenza nel 1991 quest'ultimo Stato le inglobò nel parco macchine delle neocostituite ferrovie della Slovenia "Slovenske železnice (SŽ)", presso le quali mantennero l'originaria classificazione 342-001-040.

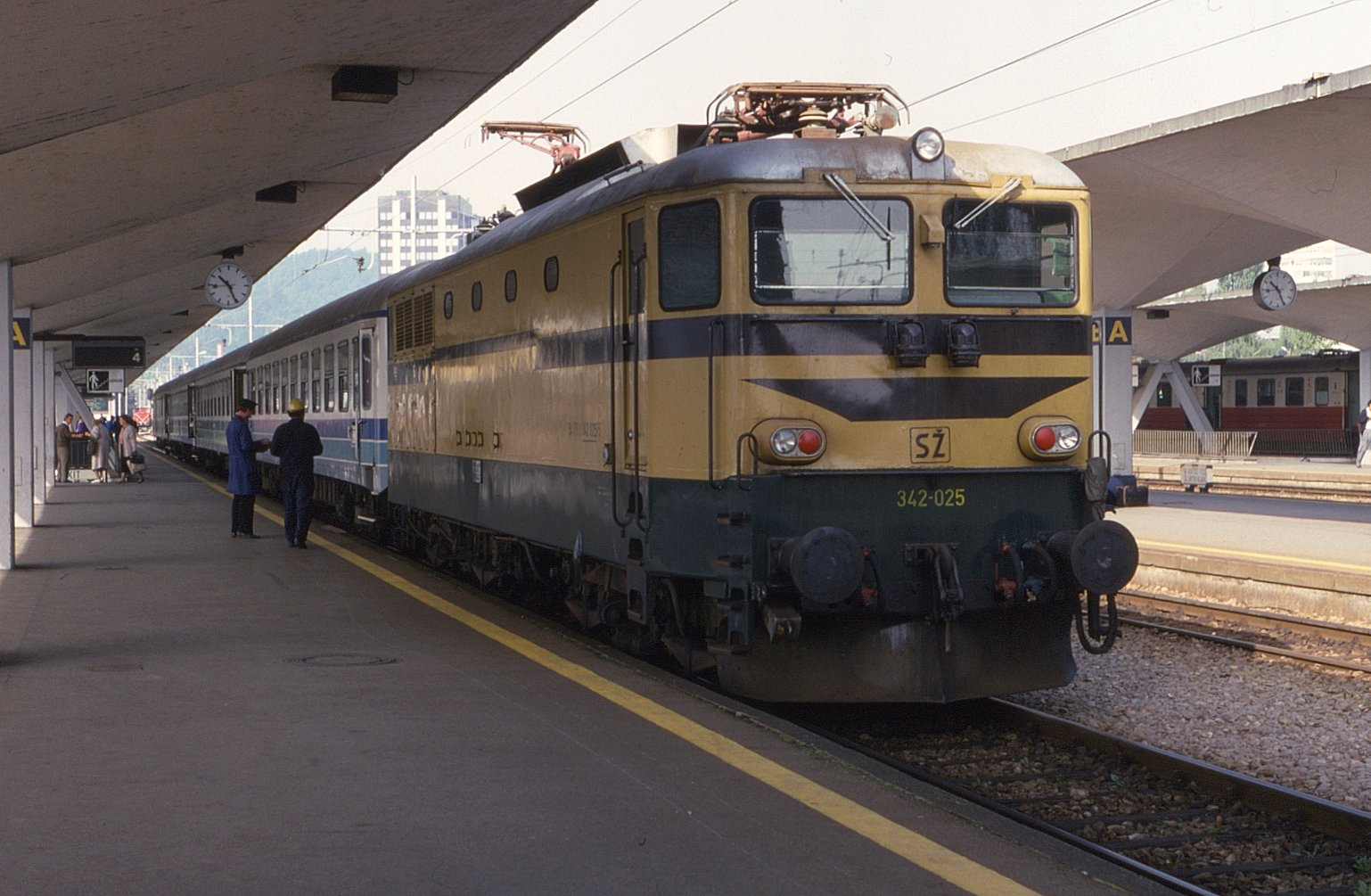
Locomotiva 342.025 a Ljubljana, nel settembre 1994 con la livrea gialla e nera

Dalla caratteristica estetica squadrata, tipica delle realizzazioni italiane coeve a questo gruppo, modelli FS E.645/E.646, le JŽ 342 furono dotate di una vistosa livrea gialla e nera che negli anni duemila ha iniziato ad essere soppiantata dallo schema rosso delle SŽ.
Nei primi anni del 2000, per cogliere le occasioni prospettate dalla liberalizzazione del traffico merci in ferrovia, sia le FNM che le FER si rivolsero al mercato dell'usato e delle dismissioni per acquistare locomotive dal costo contenuto; la scelta ricadde sulle 342 slovene, reimmatricolate in Italia E.640. Del resto, questi mezzi potevano facilmente adattarsi alle disposizioni normative previste sulle linee nazionali, essendo state progettate attingendo le medesime tecnologie costruttive dalle E.645/646, di cui peraltro Ansaldo risultò tra i produttori. 
Le E.640 sono state attrezzate fin dall'inizio delle apparecchiature atte allo scopo di permetterne la circolazione sull'infrastruttura ferroviaria nazionale e provviste della possibilità di operare in telecomando e con i dispositivi di vigilanza per la guida ad agente unico.

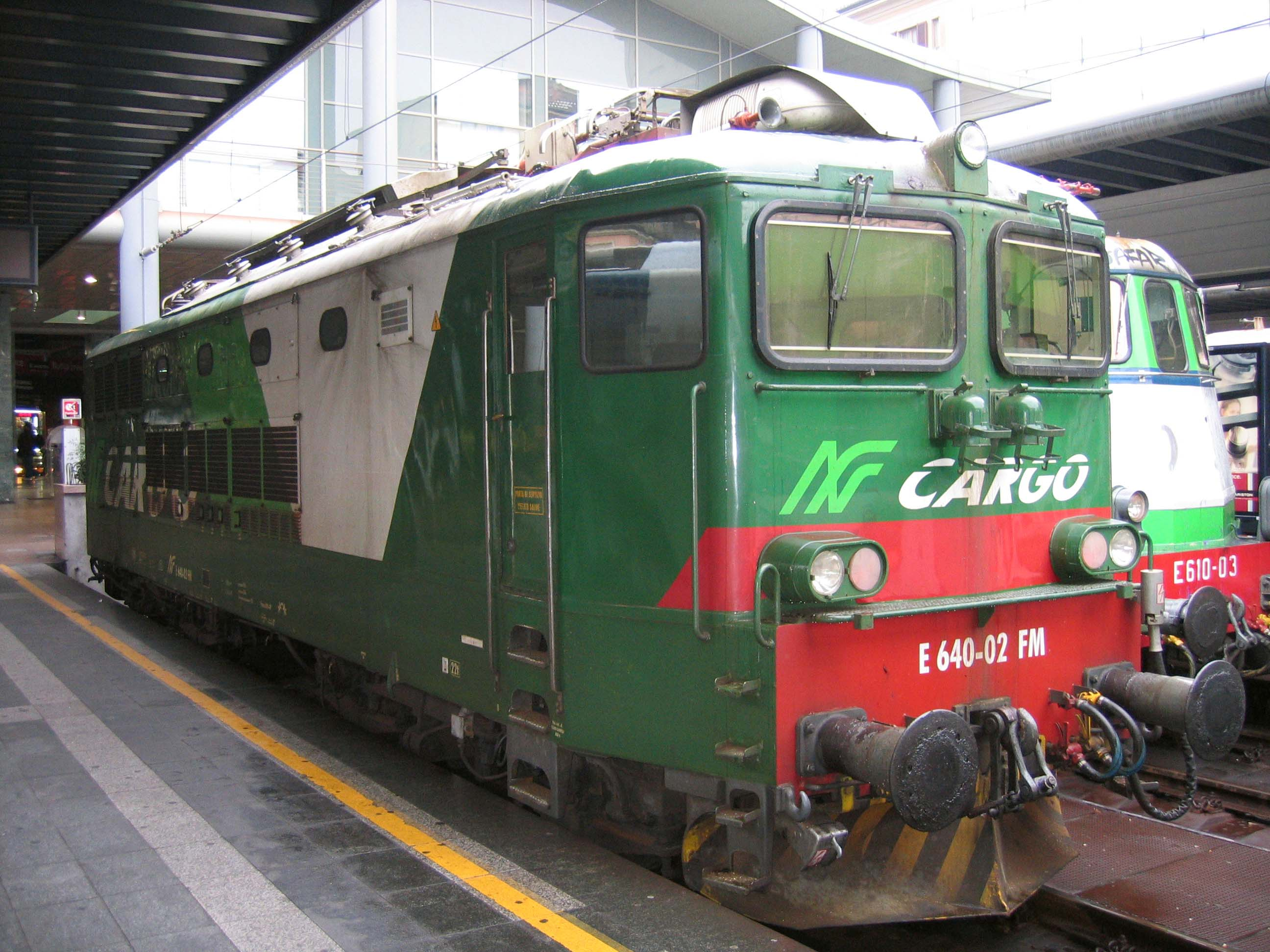
Locomotiva FNM E.640-02 FM a Milano Cadorna nel 2009

Le FNM usavano originariamente queste macchine in semplice e multiplo attacco per i servizi merci svolti anche sulla rete FS, in particolare per i convogli giornalieri operanti tra Domo II e Reggio Emilia, attraverso la società NORDCARGO, di cui rivestivano la livrea. Nel periodo 2006-2007 vennero rimpiazzate dalle nuove locomotive politensione Siemens E.189, successivamente dalle monotensione Bombardier Traxx E.483. Il loro impiego è proseguito sulla rete sociale delle FNM al traino di convogli regionali composti da vetture tipo RIC delle FFS, appositamente noleggiate, in attesa della consegna dei nuovi elettrotreni TSR, così da permettere la graduale radiazione di materiale viaggiatori vetusto EB 730.
L'esercizio passeggeri delle unità FNM cessò con il cambio d'orario del 12 dicembre 2010, sebbene ancora disponibili al 2015 come materiale di riserva, sia per la rete sociale FNM che per la mobilità interna del deposito di Novate Milanese. Al 2016 le locomotive risultavano in vendita, la procedura di acquisto si è conclusa il 31 gennaio 2017 senza registrare alcun esito. Dal momento che nessun operatore ferroviario si è proposto per l'acquisizione, degli otto esemplari acquistati dalle FNM sei sono stati demoliti, mentre due sono conservati nel deposito Trenord di Novate Milanese (numeri di serie 06, 08).
Le unità in carico a FER, in considerazione del non elevato traffico merci e della relativamente bassa capacità di trazione, hanno sempre visto un utilizzo non intenso; nel 2011-2012 le stesse sono state addirittura impiegate in regime di noleggio dalla controllata Oceanogate, prima che questa si dotasse di un parco di trazione proprio. Inoltre, dei sei esemplari acquistati soltanto tre hanno ricevuto nel tempo l'aggiornamento al sistema elettronico di controllo SMCT marcia treno. Tuttavia, al completamento del processo di fusione delle società ATC e FER in TPER dal 2012 tutte le macchine sono state poste fuori servizio ed accantonate. Trasferite su binario dello scalo di Sermide sono state demolite entro il 2019.

## Caratteristiche

### Parte meccanica
La cassa è autoportante in acciaio saldato e divisa in cinque comparti; le cabine di guida unite da un corridoio centrale e due vani per le apparecchiature elettriche e ad alta tensione. I carrelli sono analoghi a quelli delle E.645/E.646 delle FS. È invece differente la motorizzazione e la sospensione dei motori di concezione antiquata a naso. 
Le sospensioni primarie e secondarie sono con molle a balestra a queste ultime è collegata la trave oscillante. Tra i carrelli è presente un sistema antiserpeggio.
Il rapporto di trasmissione è 25/76 e la velocità massima di 120 km/h.
L'impianto pneumatico si avvale di un compressore rotativo Siemens che ha sostituito i due compressori originali di tipo alternativo.
Il freno di bordo è di due tipi: continuo automatico con rubinetto Oerlikon e diretto. Su ogni asse agiscono due ceppi per ruota autoregistranti.

### Parte elettrica
Sull'imperiale sono montati due pantografi monobraccio (sostituiti con quelli tradizionali sulle unità di proprietà FER). Il circuito di trazione, di tipo classico, è protetto da interruttore extrarapido, e presenta due combinazioni dei motori: serie e parallelo con 5 gradi di indebolimenti di campo. L'avviamento e la frenatura avvengono con l'inserzione di pacchi reostatici.
I motori sono a quattro poli collegati a due a due in serie.
Le batterie sono a 24 V.
Le cabine di guida sono simili alle E.645/E.646 FS, con tradizionale maniglione di avviamento a cremagliera, mentre parte della strumentazione è stata rifatta. Sopra al maniglione è posto un altro maniglione più piccolo, che serve per la frenatura elettrica.

## Prospetto riassuntivo del parco
| Classificazione attuale | Classificazione SZ | Detentore | Utilizzatore    |
| ----------------------- | ------------------ | --------- | --------------- |
|                         | 342 001            | SŽ        | SŽ              |
| E 640 102 ER            | 342 002            | FER       | Oceanogate/TPER |
| E 640 103 ER            | 342 003            | FER       | Oceanogate/TPER |
|                         | 342 004            | SŽ        | SŽ              |
|                         | 342 005            | SŽ        | SŽ              |
|                         | 342 006            | SŽ        | SŽ              |
|                         | 342 007            | SŽ        | SŽ              |
|                         | 342 008            | SŽ        | SŽ              |
| E 640-04 FM             | 342 009            | FNM       | Trenord         |
|                         | 342 010            | SŽ        | SŽ              |
|                         | 342 011            | SŽ        | SŽ              |
| E 640 112 ER            | 342 012            | FER       | Oceanogate/TPER |
| E 640-05 FM             | 342 013            | FNM       | Trenord         |
|                         | 342 014            | SŽ        | SŽ              |
|                         | 342 015            | SŽ        | SŽ              |
| E 640-01 FM             | 342 016            | FNM       | Trenord         |
| E 640-06 FM             | 342 017            | FNM       | Trenord         |
|                         | 342 018            | SŽ        | SŽ              |
| E 640 119 ER            | 342 019            | FER       | Oceanogate/TPER |
|                         | 342 020            | SŽ        | SŽ              |
| E 640-02 FM             | 342 021            | FNM       | Trenord         |
|                         | 342 022            | SŽ        | SŽ              |
|                         | 342 023            | SŽ        | SŽ              |
|                         | 342 024            | SŽ        | SŽ              |
|                         | 342 025            | SŽ        | SŽ              |
|                         | 342 026            | SŽ        | SŽ              |
|                         | 342 027            | SŽ        | SŽ              |
|                         | 342 028            | SŽ        | SŽ              |
|                         | 342 029            | SŽ        | SŽ              |
|                         | 342 030            | SŽ        | SŽ              |
| E 640 131 ER            | 342 031            | FER       | Oceanogate/TPER |
| E 640-07 FM             | 342 032            | FNM       | Trenord         |
| E 640-03 FM             | 342 033            | FNM       | Trenord         |
|                         | 342 034            | SŽ        | SŽ              |
|                         | 342 035            | SŽ        | SŽ              |
|                         | 342 036            | SŽ        | SŽ              |
|                         | 342 037            | SŽ        | SŽ              |
|                         | 342 038            | SŽ        | SŽ              |
| E 640 139 ER            | 342 039            | FER       | Oceanogate/TPER |
| E 640-08 FM             | 342 040            | FNM       | Trenord         |

## Galleria d'immagini

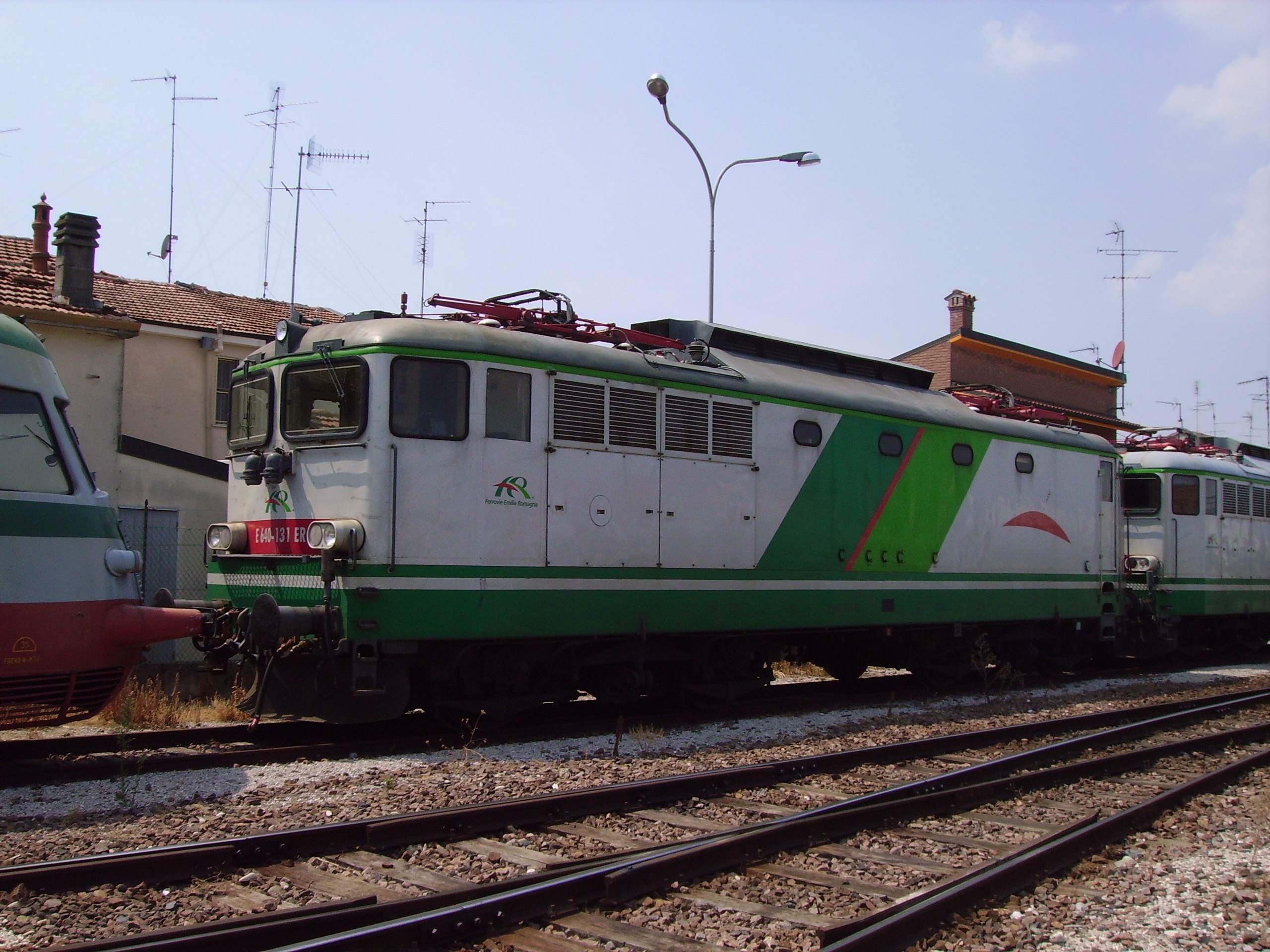
Locomotiva E.640-131 ER delle FER nel deposito di Ferrara Porta Reno
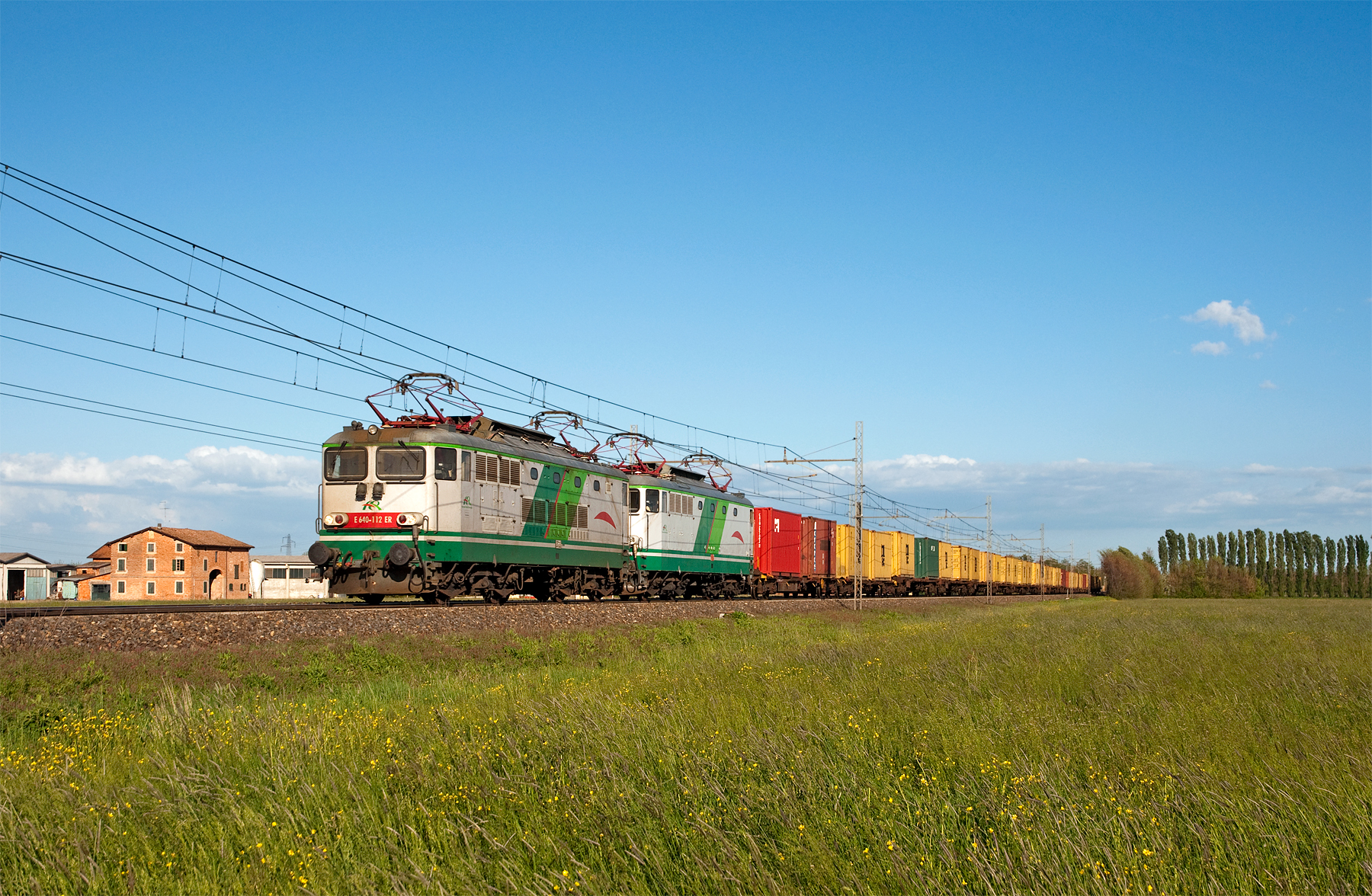
E.640-112 ER+103 ER da poco partite da Reggio Emilia in testa ad un trasferimento per conto Oceanogate